# Шарлотта Иоганна Вальдек-Вильдунгенская
Шарлотта Иоганна Вальдек-Вильдунгенская (нем. Charlotte Johanna von Waldeck-Wildungen; 13 декабря 1664, Арользен — 1 февраля 1699, Хильдбургхаузен) — графиня Вальдек-Вильдунгенская, в замужестве герцогиня Саксен-Кобург-Заальфельдская.

## Биография
Шарлотта София — дочь графа Иосии Вальдек-Вильдунгенского и его супруги Вильгельмины Кристины, дочери графа Вильгельма Нассау-Гильхенбахского.
2 декабря 1690 года в Маастрихте Шарлотта София вышла замуж и стала второй супругой герцога Иоганна Эрнста Саксен-Кобург-Заальфельдского, сына герцога Эрнста I Саксен-Кобург-Альтенбургского. В этом браке родилось восемь детей:
- Вильгельм Фридрих (1691—1720)
- Карл Эрнст (1692—1720)
- София Вильгельмина (1693—1727), замужем за князем Фридрихом Антоном Шварцбург-Рудольштадтским
- Генриетта Альбертина (1694—1695)
- Луиза Эмилия (1695—1713)
- Шарлотта (1696—1696)
- Франц Иосия (1697—1764), женат на Анне Софии Шварцбург-Рудольштадтской
- Генриетта Альбертина (1698—1728)